# Juan Cruz Acosta
Juan Cruz Acosta Broda (Córdoba Capital, provincia homónima, 27 de enero de 1998) es un piloto argentino de automovilismo. Iniciado en el ambiente del karting, debutó profesionalmente en el año 2014 compitiendo en la categoría Fórmula Renault Plus, donde participó hasta el año 2015. En 2016 debutó primeramente en la Fórmula Renault Argentina y meses más tarde en el TC 2000, compitiendo al comando de un Toyota Corolla. Su carrera continuó en los años siguientes, sumando a su presencia en TC 2000 nuevas participaciones en las divisionales Top Race Series y TRV6.
Entre sus relaciones personales, su madre Roxana Broda está casada en segundas nupcias con el múltiple campeón argentino de automovilismo Gabriel Raies, quien a su vez oficia de mentor e iniciador deportivo de Juan Cruz.

## Biografía
Sus inicios deportivos tuvieron lugar a los 15 años, compitiendo en categorías de karting de tierra y asfalto. En esta especialidad compitió hasta fines de 2014, cuando patrocinado por su padre adoptivo, Gabriel Raies, se produjo su debut en la Fórmula Renault Plus donde compitió bajo el ala de la escudería de Néstor Barovero en las dos últimas fechas de la temporada. En 2015, Juan Cruz desarrolló su primera temporada completa en la especialidad, siempre bajo el ala del Barovero Racing Team, logrando un podio y finalizando en la 11.ª colocación. Al mismo tiempo, tuvo su primera temporada a nivel internacional al participar en 3 competencias de la Fórmula 4 Sudamericana.
Tras su paso por la Plus, en 2016 debutó a nivel nacional compitiendo en la Fórmula Renault Argentina bajo el ala del Gabriel Werner Competición. En esta categoría volvió a repetir la 11.ª colocación en el campeonato, aunque logrando 4 podios. Al igual que en la temporada anterior, volvió a sumar una nueva experiencia sobre final de temporada, al asegurar su debut en el TC 2000, formando parte de la Escudería Río de la Plata al comando de un Toyota Corolla. En esta categoría, participó en las últimas 3 fechas las cuales se desarrollaron a doble jornada.
En la temporada 2017, Acosta continuó compitiendo dentro del TC 2000 siempre acompañado por su padrino Gabriel Raies y dentro del equipo Río de la Plata que a partir de esa temporada, pasó a denominarse Toyota Young. A su vez, esta fue la primera temporada en la que Acosta comenzó desarrollando dos categorías a la par, ya que también fue anunciado su ingreso a la divisional Top Race Series, donde compitió representando a las marcas Mercedes-Benz y Toyota sucesivamente, dentro del equipo Midas Racing Team. Finalmente, tras 9 fechas dentro de la divisional Series, en la última fecha de esa temporada se produjo su salto y debut a la divisional TRV6, donde compitió dentro del equipo Midas Racing Team y al comando del Mercedes-Benz C-204 número 18.
Para la temporada 2018 fue confirmada su continuidad dentro de las categorías TC 2000 y Top Race. En la primera continuó compitiendo dentro del equipo Toyota Young, al comando de un Toyota Corolla, mientras que en el TRV6 tras haber desarrollado su primera fecha al comando de un Mercedes-Benz C-204, cambió de marca y modelo en la competencia siguiente, pasando a competir con un Toyota Camry XV50.

## Resumen de carrera
| Año       | Categoría                                   | Automóvil             |
| --------- | ------------------------------------------- | --------------------- |
| 2013-2014 | Piloto de karts                             | Karting               |
| 2014      | Debut en Fórmula Renault Plus, 2 carreras   | Crespi-Renault        |
| 2015      | Fórmula Renault Plus                        | Crespi-Renault        |
| 2015      | Debut en Fórmula 4 Sudamericana, 3 carreras | Signatech-Fiat        |
| 2016      | Debut en Fórmula Renault Argentina          | Tito-Renault          |
| 2016      | Fórmula Renault Plus                        | Crespi-Renault        |
| 2016      | Debut en TC 2000, 5 carreras                | Toyota Corolla E150   |
| 2017      | TC 2000                                     | Toyota Corolla E150   |
| 2017      | Debut en Top Race Series                    | Mercedes CLA Series   |
| 2017      | Debut en Top Race Series                    | Toyota Corolla Series |
| 2017      | Fórmula Renault Argentina, 1 carrera        | Tito-Renault          |
| 2017      | Debut en Top Race V6, 1 carrera             | Mercedes-Benz C-204   |
| 2018      | TC 2000                                     | Toyota Corolla E170   |
| 2018      | Top Race V6                                 | Mercedes-Benz C-204   |
| 2018      | Top Race V6                                 | Toyota Camry XV50     |

- [9]

## Resultados

### Top Race
| Temporada | Categoría       | Vehículo              | Equipo            | Posición final    |
| --------- | --------------- | --------------------- | ----------------- | ----------------- |
| 2017      | Top Race Series | Mercedes CLA Series   | Midas Racing Team | 9º (70.00 puntos) |
| 2017      | Top Race Series | Toyota Corolla Series | Midas Racing Team | 9º (70.00 puntos) |
| 2017      | Top Race V6     | Mercedes-Benz C-204   | Midas Racing Team | 33º (0.00 puntos) |
| 2018      | Top Race V6     | Mercedes-Benz C-204   | Midas Racing Team | En disputa        |
| 2018      | Top Race V6     | Toyota Camry XV50     | Midas Racing Team | En disputa        |

### TC 2000
| Año  | Equipo                    | Auto              | 1    | 2    | 3     | 4     | 5    | 6    | 7     | 8     | 9  | 10  | 11    | 12   | 13    | 14     | 15     | 16     | 17    | 18    | 19  | 20     | 21  | 22  | 23  | Res. | Puntos |
| ---- | ------------------------- | ----------------- | ---- | ---- | ----- | ----- | ---- | ---- | ----- | ----- | -- | --- | ----- | ---- | ----- | ------ | ------ | ------ | ----- | ----- | --- | ------ | --- | --- | --- | ---- | ------ |
| 2016 |                           |                   | SMM  | SMM  | CON I | CON I | BA I | BA I | SJO   | SJO   | LP | LP  | CDU   | CDU  | BA II | BA II  | CON II | CON II | RAF   | RAF   | AG  | RC     | RC  | PAR | PAR | -    | -      |
| 2016 | Escudería Río de la Plata | Toyota Corolla X  |      |      |       |       |      |      |       |       |    |     |       |      |       |        |        |        |       |       | Ret | 15     | 18† | 20  | Ret | -    | -      |
| 2017 |                           |                   | AG I | AG I | BA I  | BA I  | CDU  | CDU  | PAR I | PAR I | RC | RC  | BA II | SL   | SL    | PAR II | PAR II | AG II  | SMM   | CON   | CON | BA III |     |     |     | 16°  | 85     |
| 2017 | Toyota Young              | Toyota Corolla X  | Ret  | Ret  | NL    | 14    | 4    | 13   | 1     | 9     | 3  | Ret | Ret   | 5    | 7     | Ret    | Ret    | 11     | 17    |       |     |        |     |     |     | 16°  | 85     |
| 2018 |                           |                   | AG I | AG I | CDU   | CDU   | CON  | CON  | RC    | RC    | BA | LP  | LP    | SL I | SL I  | AG II  | SMM    | SMM    | SL II | SL II | ROS | ROS    | PAR | PAR |     | 13°  | 137    |
| 2018 | Toyota Young              | Toyota Corolla X  | 3    | 14   | 2     | Ret   | Ret  | 5    |       |       |    |     |       |      |       |        |        |        |       |       |     |        |     |     |     | 13°  | 137    |
| 2018 | Toyota Young              | Toyota Corolla XI |      |      |       |       |      |      | 17    | 11    | 15 | 12  | 8     | Ret  | 13    | 13     | Ex.    | 3      | 8     | Ret   |     |        |     |     |     | 13°  | 137    |

### Súper TC 2000
| Año  | Equipo              | Auto          | 1    | 2   | 3   | 4   | 5   | 6   | 7   | 8   | 9   | 10  | 11  | 12  | 13    | 14 | Res. | Puntos |
| ---- | ------------------- | ------------- | ---- | --- | --- | --- | --- | --- | --- | --- | --- | --- | --- | --- | ----- | -- | ---- | ------ |
| 2018 |                     |               | BA I | ROS | ROS | SMM | PDF | RAF | SJU | OBE | SFE | SFE | TRH | SNI | BA II | AG | -    | -      |
| 2018 | Peugeot Junior Team | Peugeot 408 I |      |     |     |     |     |     |     |     |     |     |     |     | 15    |    | -    | -      |